# Malvastrum corchorifolium
Malvastrum corchorifolium là một loài thực vật có hoa trong họ Cẩm quỳ. Loài này được (Desr.) Britton ex Small mô tả khoa học đầu tiên năm 1913.